# Halowe Mistrzostwa Świata w Lekkoatletyce 1997 – trójskok mężczyzn
Trójskok mężczyzn – jedna z konkurencji rozgrywanych podczas halowych mistrzostw świata w lekkoatletyce w 1997. Eliminacje odbyły się 7 marca, a finał został rozegrany 9 marca.
Do eliminacji zgłoszonych zostało 26 zawodników z 19 państw. Dwunastka lekkoatletów z najlepszymi wynikami w fazie eliminacji (lub tych, którzy osiągnęli rezultat co najmniej 16,80 m) awansowała do finałowej rywalizacji.
Zawody w tej konkurencji wygrał reprezentant Kuby Yoel García. Drugą pozycję zajął rodak triumfatora Aliecer Urrutia, trzecią zaś reprezentujący Rosję Aleksandr Asieledczenko.

## Wyniki

### Eliminacje
Grupa A
| Miejsce | Zawodnik                | Państwo           | Podejście | Podejście | Podejście | Wynik końcowy | Uwagi |
| Miejsce | Zawodnik                | Państwo           | #1        | #2        | #3        | Wynik końcowy | Uwagi |
| ------- | ----------------------- | ----------------- | --------- | --------- | --------- | ------------- | ----- |
| 1.      | Charles Friedek         | Niemcy            | 17,02     |           |           | 17,02         |       |
| 2.      | Yoel García             | Kuba              | 17,01     |           |           | 17,01         |       |
| 3.      | Sigurd Njerve           | Norwegia          | 16,92     |           |           | 16,92         |       |
| 4.      | Tibor Ordina            | Węgry             | 15,43     | 16,86     |           | 16,86         | PB    |
| 5.      | Ndabazihle Mdhlongwa    | Zimbabwe          | 16,26     | 16,55     | 16,82     | 16,82         |       |
| 6.      | Aleksandr Asieledczenko | Rosja             | 16,75     | 16,64     | 16,25     | 16,75         |       |
| 7.      | Georges Sainte-Rose     | Francja           | 16,56     | 16,74     | 16,32     | 16,74         |       |
| 8.      | LaMark Carter           | Stany Zjednoczone | 16,67     | 16,60     | 16,59     | 16,67         |       |
| 9.      | Serhej Yzmajłow         | Ukraina           | 15,93     | 16,44     | 16,02     | 16,44         |       |
| 10.     | Ionel Eftemie           | Rumunia           | 16,21     | 16,24     | 16,39     | 16,39         |       |
| 11.     | Zeng Lizhi              | Chiny             | X         | 16,25     | 15,85     | 16,25         |       |
| 12.     | Messias José Baptista   | Brazylia          | 16,09     | 16,21     | X         | 16,21         |       |
| 13.     | Aleksiej Fatjanow       | Azerbejdżan       | 15,62     | 15,35     | 15,38     | 15,62         |       |

Grupa B
| Miejsce | Zawodnik            | Państwo           | Podejście | Podejście | Podejście | Wynik końcowy | Uwagi |
| Miejsce | Zawodnik            | Państwo           | #1        | #2        | #3        | Wynik końcowy | Uwagi |
| ------- | ------------------- | ----------------- | --------- | --------- | --------- | ------------- | ----- |
| 1.      | Aliecer Urrutia     | Kuba              | 17,45     |           |           | 17,45         |       |
| 2.      | Andrew Murphy       | Australia         | X         | 16,69     | 16,83     | 16,83         |       |
| 3.      | Rogel Nachum        | Izrael            | 16,82     |           |           | 16,82         | SB    |
| 4.      | Jérôme Romain       | Dominika          | 16,45     | 16,57     | 16,72     | 16,72         |       |
| 5.      | Giennadij Głuszenko | Ukraina           | 16,37     | 15,98     | 16,71     | 16,71         |       |
| 6.      | Zsolt Czingler      | Węgry             | 16,11     | 16,27     | 16,69     | 16,69         |       |
| 7.      | Giennadij Markow    | Rosja             | 16,65     | X         | 16,31     | 16,65         |       |
| 8.      | Serge Hélan         | Francja           | 16,49     | 16,58     | 16,51     | 16,58         |       |
| 9.      | Salem al-Ahmadi     | Arabia Saudyjska  | 15,95     | 16,30     | 15,81     | 16,30         |       |
| 10.     | Ivory Angello       | Stany Zjednoczone | 16,26     | X         | X         | 16,26         |       |
| 11.     | Anísio Silva        | Brazylia          | 16,22     | X         | 15,70     | 16,22         |       |
| 12.     | Brian Wellman       | Bermudy           | X         | 15,61     | X         | 15,61         |       |
| –       | Carlos Calado       | Portugalia        |           |           |           | NM            |       |

### Finał
| Miejsce | Zawodnik                | Państwo   | Podejście | Podejście | Podejście | Podejście | Podejście | Podejście | Wynik końcowy | Uwagi |
| Miejsce | Zawodnik                | Państwo   | #1        | #2        | #3        | #4        | #5        | #6        | Wynik końcowy | Uwagi |
| ------- | ----------------------- | --------- | --------- | --------- | --------- | --------- | --------- | --------- | ------------- | ----- |
| 01 !    | Yoel García             | Kuba      | 16,87     | 17,03     | 17,30     | 17,05     | 16,87     | X         | 17,30         |       |
| 02 !    | Aliecer Urrutia         | Kuba      | 16,93     | 17,27     | 17,08     | 17,11     | X         | X         | 17,27         |       |
| 03 !    | Aleksandr Asieledczenko | Rosja     | X         | 17,22     | 16,82     | 16,71     | X         | 17,22     | 17,22         | PB    |
| 4.      | Charles Friedek         | Niemcy    | 17,14     | 17,16     | X         | X         | 17,01     | 16,94     | 17,16         | SB    |
| 5.      | Andrew Murphy           | Australia | 16,64     | 16,89     | 16,96     | 16,64     | 16,45     | 16,38     | 16,96         |       |
| 6.      | Rogel Nachum            | Izrael    | 16,45     | 16,58     | 16,65     | 16,75     | 16,81     | 16,71     | 16,81         |       |
| 7.      | Sigurd Njerve           | Norwegia  | 15,48     | 16,81     | X         | X         | X         | X         | 16,81         |       |
| 8.      | Tibor Ordina            | Węgry     | 16,42     | 16,46     | 16,53     | 16,26     | 16,65     | 15,78     | 16,65         |       |
| 9.      | Jérôme Romain           | Dominika  | 16,52     | 16,33     | X         | NQ        | NQ        | NQ        | 16,52         |       |
| 10.     | Georges Sainte-Rose     | Francja   | X         | 16,41     | 16,22     | NQ        | NQ        | NQ        | 16,41         |       |
| 11.     | Giennadij Głuszenko     | Ukraina   | 16,20     | X         | 16,41     | NQ        | NQ        | NQ        | 16,41         |       |
| –       | Ndabazihle Mdhlongwa    | Zimbabwe  |           |           |           | NQ        | NQ        | NQ        | NM            |       |